# 12-та механізована дивізія (Польща)

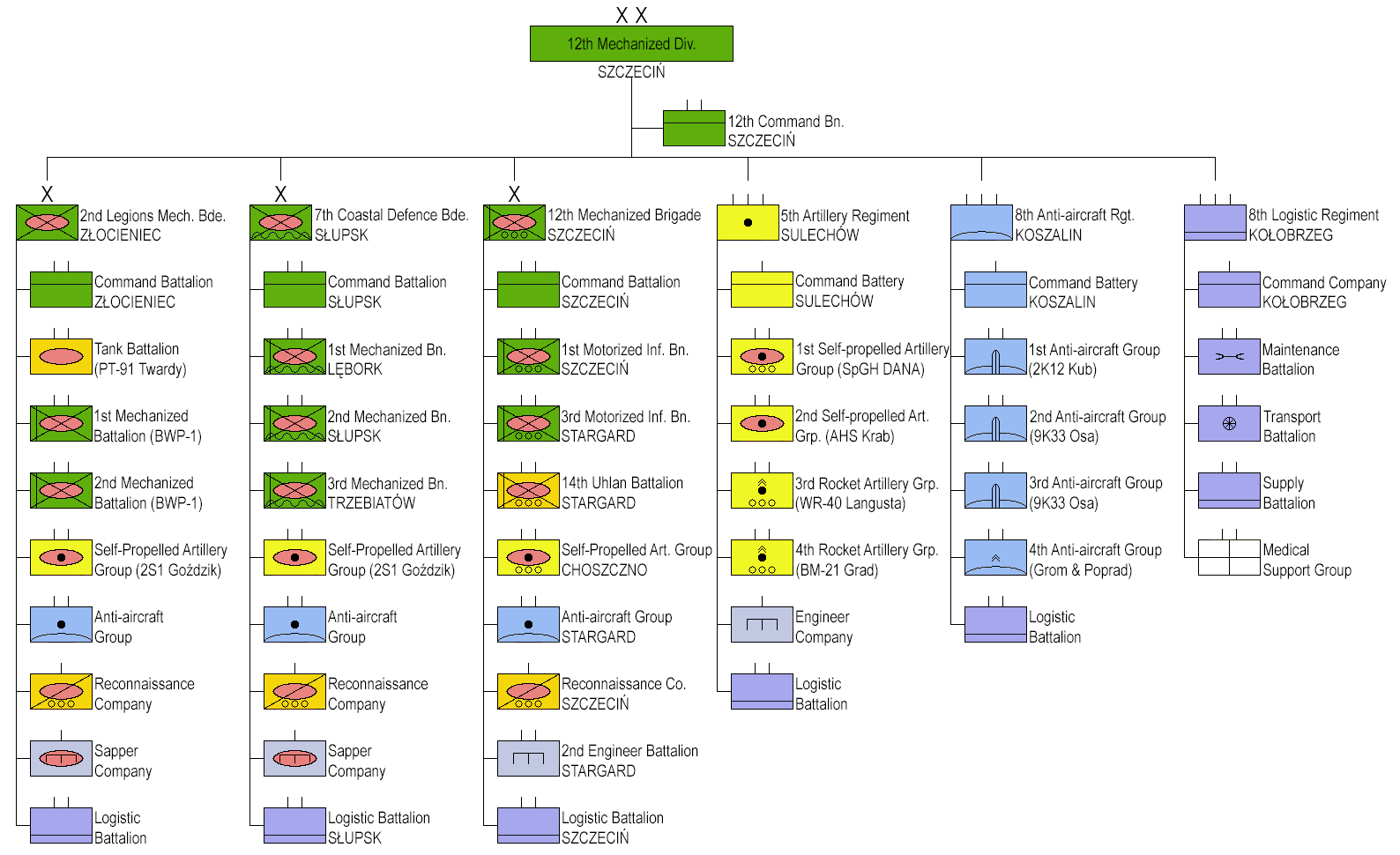
Склад 12-ї механізованої дивізії

12-та Щецинська механізована дивізія імені Болеслава Кривоустого (пол. 12 Szczecińska Dywizja Zmechanizowana im. Bolesława Krzywoustego)(12 SDZ, в/ч JW 3427) — військове з'єднання, механізована дивізія Сухопутних військ Польщі. Підрозділи дивізії розташовані в північно-західній частині Польщі, на кордоні з Німеччиною. 

## Історія
12-а механізована дивізія була створена в 1958 році з переформування 12-ї стрілецької дивізії. Командування цим підрозділом було доручено генералу Войцеху Ярузельському. Дивізія підпорядковувалася командувачу Поморським військовим округом. До 1990 року, під час війни, дивізія входила до складу 1-ї загальновійськової армії, сформованої з оперативних частин Поморського військового округу.
У липні 1961 року дивізія була переведена на військові та мирні пости.
10 травня 1975 року міністр національної оборони генерал армії Войцех Ярузельський нагородив прапор дивізії орденом Бойового прапора І ступеня.
У 1980-х роках співробітники дивізії використовували кодову назву «Метеор».
15 квітня 1994 року міністр національної оборони Пйотр Колодзейчик наказав 12-й механізованій дивізії прийняти відмітну назву «Щецінська» та ім'я Болеслава Кривоустого.
У 1999 році дивізія перейшла в оперативне підпорядкування Багатонаціональному корпусу «Північний Схід». Після скорочення його чисельності в 2001 р. з 12 тис. до 7 тис солдатів, призначався для дій в кризових операціях. У 2001–2004 роках дивізія входила до складу 1-го механізованого корпусу.
У 2003/2004, 2006 і 2008 рр. дивізія була базовою частиною Польського військового контингенту Іраку, а в 2007/2009 і 2012 рр. – Польського військового контингенту в Афганістані.
В результаті реформування командних структур з 1 січня 2014 року дивізіон підпорядковується Головному командуванню Збройних Сил.
Постановою Міністра національної оборони від 23.06.2015 р. № 231/ПН введено пам’ятний знак для дивізії

## Структура
Станом на 2025 рік 12-та дивізія складається з: 
- 2-га механізована бригада Легіонів імені маршала Ю. Пілсудського[pl] (Злоценець)
- 7-ма Поморська механізована бригада берегової оборони імені бригадного генерала Станіслава Гжмот-Скотницького[pl] (Слупськ)
- 12-та механізована бригада імені генерала броні Юзефа Галлера[pl] (Щецин)
- 5-й Любуський артилерійський полк імені генерала артилерії Марціна Контського (Сулехув)
- 8-й Кошалінський полк ППО[pl] (Кошалін)
- 12-й батальйон управління (Щецин)

## Озброєння
120-мм колісний самохідний міномет Rak 